# ولمونستر
ولمونستر (به فرانسوی: Volmunster) یک کمون در فرانسه است که در Canton of Volmunster واقع شده‌است.

## خصوصیات
ولمونستر ۱۴٫۹۱ کیلومترمربع مساحت و ۸۹۶ نفر جمعیت دارد و ۲۵۰ متر بالاتر از سطح دریا واقع شده‌است.